# Arroz con costra

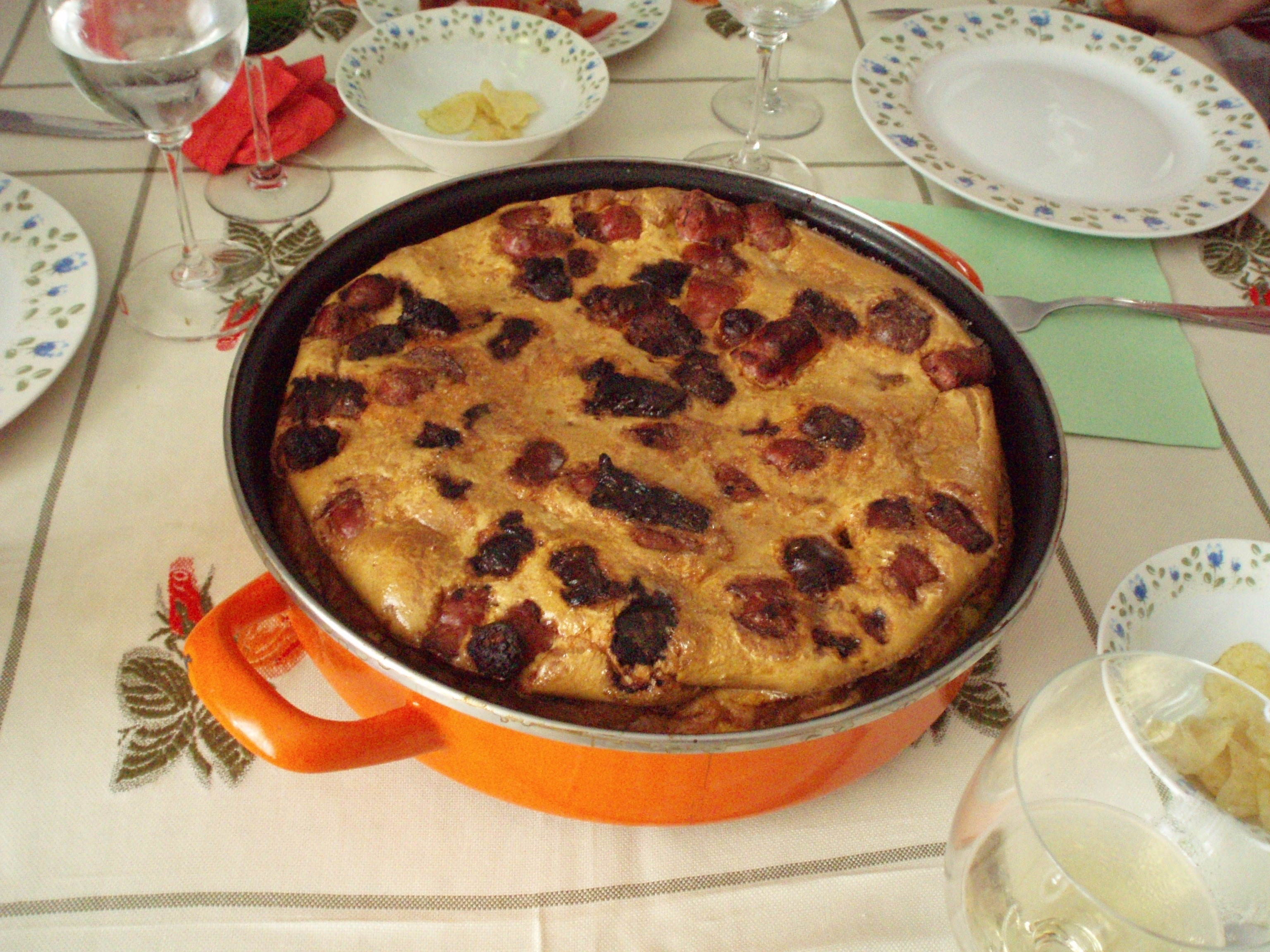
Arroz con costra en un perol metálico

El arroz con costra (arròs amb costra en su denominación en valenciano) es un plato de arroz típico de Elche y de la Vega Baja. Históricamente, distintas variaciones de este plato se han dado en distintas localidades de la provincia, destacando el de Callosa de Segura y el de Pego.

## Origen
El arroz con costra data de fechas anteriores a los Reyes Católicos, quienes, según la tradición, lo degustaron cuando fueron a la ciudad de Orihuela, para celebrar las Cortes del Reino de Valencia en 1488.
Algunos expertos indican que el origen procede las monjas trinitarias, quienes elaboraban este plato tradicionalmente en el día de San Antón, cuya festividad se celebra en el popular barrio de dicha denominación que se encuentra en Orihuela, debido a que es un plato contundente para los días fríos. De hecho, se afirma que la receta original data de alrededor del año 1220 y se conserva en el Convento de la Santísima Trinidad de Orihuela.
Originariamente se cocina en una cazuela de barro y se acaba en el horno de fuego de leña. Aunque en la práctica doméstica moderna se hace en una paella y se finaliza la cocción en el horno, lo que añade la ventaja adicional de que no es fácil que se "pase" el arroz.

## Otras localidades donde se cocina, con variaciones
A finales del siglo XIX d. C. y principios del siglo xx d. C., 
En la localidad de Pego i la Safor también se suele cocinar, aunque con la variante influenciada del arroz al horno que se prepara en el sur de la provincia de Valencia, con la incorporación de garbanzos y morcilla.

## Errores históricos de su origen
En el Llibre de Sent Soví (siglo xiv d. C.), ya se nombra este plato como una de las recetas que estaban solamente al alcance de las mesas más pudientes de la época. Curiosamente, indicaba comenzar casi la totalidad de los guisos con un sofrito de cebolla y panceta (sin tomate) porque todavía tardaría siglos en introducirse el mismo en la cocina. Si bien es cierto que es un plato que ha llegado hasta nuestros días dentro de la gastronomía popular, por ser ingredientes muy asequibles.
En el año 1480 aparece un muevo libro de cocina: El Llibre de Coch del mestre Robert, con más de doscientas recetas, la mayoría copiadas del Llibre de Sent Soví y muchas de ellas, mal copiadas y por lo tanto, poco creíbles según innumerables cocineros y expertos culinarios, y en la que se habla de un tal "arroz en cazuela al horno" indicando que:
1. No lleva carne troceada (por lo tanto, no lleva tampoco embutido), sino que solo aprovecha el caldo de la carne. Esto era muy común en las recetas de la nobleza y grandes señores.
2. Dice que solo echa las yemas de los huevos (es una contradicción, puesto que las yemas sin la clara, endurecen y no podrían formar ese maridaje con el arroz).
3. Introduce lo que hoy llaman la "costrera", con lo cual se altera el bouquet arroz y costra, ya que se forma una tortilla de huevo sobre el arroz y no se mezcla con él en la proporción que le da el calor uniforme del horno.

Por lo tanto, este arroz en cazuela al horno, no puede considerarse el "arroz y costra" transmitido desde la Edad Media, por los antepasados de los oriolanos, ya que tiene grandes diferencias de forma y de sustancia.
La condesa Emilia Pardo-Bazán y de la Rúa-Figueroa publicó en 1913 un libro de cocina (La cocina española antigua), basándose en el Llibre del Coch, intentando corregirlas en otro libro de 1918. En este libro la condesa de Pardo Bazán intenta corregir los errores del antiguo y lo consigue en algunas de las recetas, aumentando las mismas y añadiendo aquellas que utilizaban también las familias más plebeyas. Sin embargo lo receta con los ingredientes que se utilizan en la ciudad de Elche, donde le incluyen morcilla, garbanzos, tocino, entre otras, además de dar por buena la terminación en una "costrera" sin utilización del horno de leña.

## Preparación
Se comienza preparando, en un perol de barro, un sofrito con la carne, para posteriormente añadir agua y cocer unos veinte minutos, añadir el arroz y cocer hasta que se vea la superficie del arroz seca. A continuación se incorporan la longaniza blanca y longaniza roja, previamente sofritas. Antes de que termine la cocción del arroz se cubre con huevo batido, para ser acabado en el horno de leña durante unos 10 minutos, creando así la costra suave y esponjosa de color dorada que le da su nombre. Hay dos modos fundamentales de preparar este arroz, bien añadiéndolo en la fase de sofrito, lo que implica que la carne se ha hervido anteriormente y su caldo de cocción se usará en lugar de agua para cocer el arroz, o bien en la fase de cocción, lo que implicará el sofrito de la carne previo a la cocción, y el añadido en crudo del arroz al perol de barro en el que cuece la carne tras sofreirla.
Hay quienes, al huevo le suelen añadir perejil dándole un aspecto más colorido. Y en algunos restaurantes actuales se incorpora una pizca minúscula de ralladura de limón y ralladura de nuez moscada al huevo batido, para dar un toque especial al sabor final.

## Singularidades
Cuando se nombra un nuevo obispo para Orihuela,  y siguiendo un secular y riguroso protocolo, en donde se hace su entrada a lomos de una mula blanca por la puerta de la Olma, situada en el entorno del Colegio Santo Domingo (Orihuela), se mantiene la tradición de que éste pueda saborear previamente un Arroz y Costra en la vecina población de Cox.
En Callosa de Segura y Redován es tradicional prepararlo durante época de carnaval, previa a la Cuaresma.
El restaurante "Casa Corro" de Orihuela obtuvo en 2011, con este plato, la medalla de oro de la Gastronomía tradicional por parte del Ministerio de Cultura.
La ciudad de Elche aspira a entrar en el Libro Guinness por cocinar el arroz con costra más grande del mundo, con 1500 raciones realizado a partir de cien kilogramos de arroz, 120 de conejo y casi 1500 huevos.